# TIR EPD
TIR-EPD (ang. TIR Electronic Pre-Declaration) – aplikacja internetowa umożliwiająca posiadaczom karnetów TIR bezpłatne przesyłanie informacji o towarze, zawartych również w karnecie TIR, do urzędów celnych jeszcze przed dojazdem na granicę samochodu wraz z towarem. Stosowana w 31 krajach. Została wydana przez genewską Międzynarodową Unię Transportu Drogowego (ang. International Road Transport Union, IRU).
Zgodnie z unijnym rozporządzeniem Komisji Europejskiej nr 1192/2008 od 1 stycznia 2009 roku wszyscy korzystający z karnetów TIR mają obowiązek przesłania danych z karnetu w formie elektronicznej (w ten sposób rejestrowane są na obszarze UE wszystkie operacje tranzytowe w procedurze TIR). Dane te są wprowadzane do unijnego systemu NCTS (ang. New Computerised Transit System, pol. Nowy Skomputeryzowany System Tranzytowy) dzięki czemu władze celne państw należących do Unii Europejskiej, mogą się nimi wymieniać. Aplikacja zmniejsza koszty tranzytu, skraca czas obsługi karnetu TIR i poprawia komunikację między urzędami granicznymi.
W sytuacji, gdy przewóz nie zostanie zgłoszony, kierowca ma obowiązek za pośrednictwem agencji celnych, wprowadzić te dane, co wiąże się z dodatkowymi opłatami.  

## Działanie aplikacji
Aplikacja TIR EPD generuje numer przesyłki i wysyła pre-deklarację do granicznych urzędów celnych jeszcze przed przyjazdem samochodu z towarem. Kierowca wprowadza numer po przyjeździe na granicę, po którym wpisuje się w kolejkę do odprawy celnej.  
Użytkownik aplikacji wpisuje do niej numer karnetu, jego ważność, dane pojazdu i kierowcy oraz miejsce otwarcia operacji TIR i jej zakończenia. Wszystkie etapy trasy (kraje tranzytu) musi wpisać w porządku chronologicznym. Użytkownik wprowadza kody, które są przyporządkowane odpowiednim towarom. Dodatkowo ma za zadanie szczegółowo je opisać (waga netto, brutto, wartość pieniężna oraz ilość). Wszystkie dane wpisane do pre-deklaracji muszą się zgadzać z tymi znajdującymi się w drukowanym karnecie TIR. Po sprawdzeniu wysyła deklarację i czeka na wygenerowanie numeru.